# サンス・パレイル (戦列艦)
|                      | |
| 艦歴（フランス海軍） | |
| 建造:                | ブレスト |
| 起工:                | 1790年8月 |
| 進水:                | 1793年6月8日 |
| 捕獲:                | 1794年6月1日 |
| 艦歴（イギリス海軍） | |
| 入手:                | 1794年6月1日 |
| 用途変更:            | 監獄船（1807年） 廃船（1810年） |
| その後:              | 1842年10月解体 |
| 性能諸元             | |
| 排水量:              | 1,800トン |
| 全長:                | 砲列甲板：59.3 m（197 ft 6 in） |
| 全幅:                | 15.3 m（50 ft 7 in） |
| 喫水:                | 7.8 m |
| 推進:                | 帆走（3本マストシップ） |
| 乗員:                | 738名 |
| 兵装（竣工時）:      | 砲80門 （36ポンド砲30門） （24ポンド砲32門） （12ポンド砲18門） 36ポンドカロネード砲4門                                                                                           |
| 兵装（1806年以降）:  | 砲80門 （24ポンド砲30門（下甲板）） （24ポンド砲30門（上甲板）） （24ポンド砲2門、24ポンドカロネード砲12門（艦尾甲板）） （24ポンド砲2門、24ポンドカロネード砲4門（艦首楼甲板）） |

HMS サンス・パレイル（HMS Sans Pareil）は、18世紀末に建造されたイギリス海軍の80門3等級戦列艦。フランス海軍の戦列艦サン・パレイユ（Sans Pareil）として建造されたが、間もなくイギリス海軍に捕獲され、軍艦としての残りの経歴をイギリス軍艦として過ごした。

## フランス軍艦としての経歴
サン・パレイユはグロワニャール設計のトナン級戦列艦の1隻としてブレストで建造された。進水は1793年6月8日だったが、フランス海軍に所属した期間は1年にも満たなかった。少将ジョセフ＝マリー・ニエリの戦隊の旗艦として、クーラン艦長の指揮下、1794年5月の大西洋航海に参加した。ニエリ戦隊は北アメリカからトウモロコシを運んでくるピエール・ジャン・ヴァン・スタベル率いる輸送船団と会合することになっていたが、それより先、1794年5月9日にイギリスの船団と遭遇した。その船団はサー・トーマス・トラウブリッジ艦長の指揮する軍艦キャスター（HMS Castor）に護衛されていた。戦隊はキャスターを攻撃して多くの輸送船とともに捕獲したが、キャスターはほどなく、5月29日にイギリス軍艦キャリスフォート（HMS Carysfort）によって奪還された。

「栄光の6月1日」のフランス艦隊。サン・パレイユは後衛戦隊の後ろから2番目

戦隊は復路の輸送船団と合流し、フランスへの航海を開始した。その間、ルイ・トマス・ヴィラレー・ド・ジョワイユーズ提督指揮下のフランス艦隊はハウ伯爵リチャード・ハウ指揮のイギリス艦隊に迎撃され、5月28日と29日に散発的な戦闘を繰り返していた。ニエリは輸送船団はフリゲート部隊に護送させることとし、サン・パレイユを含む配下の大型艦数隻をヴィラレーの応援に差し向けた。ヴィラレー艦隊は「栄光の6月1日」にイギリス艦隊と大規模な海戦を行ったが、そのときサン・パレイユは後衛戦隊に属していた。海戦では、フランス戦列を突破しようとしたイギリス軍艦ロイヤル・ジョージ（ブリッドポート男爵アレグザンダー・フッド中将の旗艦）と交戦し、その舷側砲火で前部と後部のマストを打ち倒された。イギリス軍艦グローリーは艦尾から縦射し、メインマストを粉砕した。損傷を受け、操縦不能となったサン・パレイユは戦列から外れ、イギリス軍艦マジェスティックに捕獲された。艦内に捕らえられていたトラウブリッジを含むキャスターの50名の将兵は解放され、サン・パレイユのスピットヘッドへの回航を助けた。サン・パレイユは乗組員の約260名を喪い、負傷者は約120名であった。

## イギリス軍艦としての経歴
サン・パレイユはイギリス海軍に編入されてイギリス軍艦「サンス・パレイル」となり、まず1795年3月からヒュー・シーモア卿が艦長として指揮した。シーモア卿は「栄光の6月1日」の1周年である1795年6月1日に少将に昇進し、艦長は1795年8月にW・ブロウウェルに交替したが、海峡艦隊におけるシーモアの旗艦として使われ続けた。その後、アレクサンダー・フッド提督の艦隊に加わり、ヴィラレーとのもうひとつの海戦（6月22日のグロワ島の海戦）に参加し、フランス軍艦フォルミダブル（Formidable）およびプープル（Peuple）と交戦して戦死者10名と負傷者2名を出した。フォルミダブルは捕獲されてイギリス軍艦ベライル（HMS Belleisle）となった。シーモアは1795年秋に海軍本部委員となって艦を離れた。
サンス・パレイルはフランス沿岸の哨戒を継続したが、その際、フランス製であるということを利用してフランスの旗を掲揚し、私掠船を射程内に誘い込んだ。シーモアは何度も海上勤務に戻り、航海ではサンス・パレイルを旗艦として用いた。1799年1月にはアトキンス艦長が着任したが、8月にはペンローズ艦長に交替した。その後再びシーモアの旗艦として西インド諸島へ航海したが、シーモアは熱病を患って1801年9月11日に死亡した。ペンローズ艦長もまた病気になったため、イギリスに帰国せざるを得なかった。サンス・パレイルの指揮はエシントン艦長が引き継ぎ、リチャード・モンタギュー提督の旗艦として仕えた。1802年9月4日にプリマスに戻り、18ヵ月の期間と35,000ポンドの費用を費やした大修理を行った。それによりサンス・パレイルは監獄船となり、1807年までフランスの捕虜を収容する役目を果たした。1810年10月にはプリマスで廃船となり、1842年10月に解体されるまで32年をその状態で過ごした。

## 参考資料
- Winfield, Rif, British Warships of the Age of Sail 1714–1792: Design, Construction, Careers and Fates, pub Seaforth, 2007, ISBN 1-86176-295-X
- Lyon, David and Winfield, Rif, The Sail and Steam Navy List, All the Ships of the Royal Navy 1815–1889, pub Chatham, 2004, ISBN 1-86176-032-9
- Lavery, Brian (2003) The Ship of the Line — Volume 1: The development of the battlefleet 1650–1850. Conway Maritime Press. ISBN 0-85177-252-8.
- Details of HMS Sans Pareil's career